# Issouf Ouattara
Issouf Ouattara (ur. 7 października 1988 w Wagadugu) – burkiński piłkarz grający na pozycji napastnika.

## Kariera klubowa
Karierę piłkarską Ouattara rozpoczął w klubie Étoile Filante Wagadugu. Następnie w 2007 roku awansował do kadry pierwszej drużyny i wtedy też zadebiutował w pierwszej lidze burkińskiej. W 2008 roku wywalczył z Étoile Filante zarówno mistrzostwo, jak i Puchar Burkiny Faso.
W lipcu 2008 roku Ouattara podpisał kontrakt z portugalskim drugoligowcem União Leiria, gdzie od 2009 roku zaczął grać z rodakami: Mamadou Tallem i Saïdou Panandétiguirim. W drugiej lidze portugalskiej zadebiutował 21 września 2008 w zremisowanym 1:1 meczu z C.D. Santa Clara. Wiosną 2009 awansował z Leirią do pierwszej ligi. W 2010 roku został wypożyczony do drugoligowego CD Trofense.
W sezonie 2011/2012 Ouattara grał w Nîmes Olympique, a latem 2012 przeszedł do Czernomorca Burgas. Następnie grał w: Al-Nasr Bengazi, Al Akhdar SC, Ermis Aradipu, ASEC Mimosas i Wadi Degla SC. W 2018 trafił do Al-Masry Port Said.
| Sezon   | Klub                    | Kraj                     | Rozgrywki                 | Mecze | Bramki |
| ------- | ----------------------- | ------------------------ | ------------------------- | ----- | ------ |
| 2006/07 | Étoile Filante Wagadugu | Burkina Faso             | Superdivision             | ?     | ?      |
| 2007/08 | Étoile Filante Wagadugu | Burkina Faso             | Superdivision             | ?     | ?      |
| 2008/09 | União Leiria            | Portugalia               | Liga de Honra             | 25    | 1      |
| 2009/10 | União Leiria            | Portugalia               | Primeira Liga             | 12    | 0      |
| 2010/11 | CD Trofense             | Portugalia               | Liga de Honra             | 8     | 0      |
| 2011/12 | Nîmes Olympique         | Francja                  | Ligue 2                   | 16    | 1      |
| 2012/13 | Czernomorec 919 Burgas  | Bułgaria                 | A PFG                     | 22    | 4      |
| 2013/14 | Czernomorec 919 Burgas  | Bułgaria                 | A PFG                     | 3     | 0      |
| 2013/14 | Al Akhdar SC            | Libia                    | I liga                    | ?     | ?      |
| 2014/15 | Al Akhdar SC            | Libia                    | I liga                    | ?     | ?      |
| 2014/15 | Al-Nasr Bengazi         | Libia                    | I liga                    | ?     | ?      |
| 2015/16 | Ermis Aradipu           | Cypr                     | Protathlima A’ Kategorias | 7     | 0      |
| 2016/17 | ASEC Mimosas            | Wybrzeże Kości Słoniowej | Ligue 1 MTN               | ?     | ?      |
| 2017/18 | Wadi Degla SC           | Egipt                    | I liga                    | 15    | 5      |
| 2017/18 | Al-Masry Port Said      | Egipt                    | I liga                    | 13    | 0      |

## Kariera reprezentacyjna
W reprezentacji Burkiny Faso Ouattara zadebiutował 24 marca 2007 roku w zremisowanym 1:1 meczu eliminacji do Pucharu Narodów Afryki 2008 z Mozambikiem. W 2010 roku został powołany do kadry na Puchar Narodów Afryki 2010, a w 2013 roku na Puchar Narodów Afryki 2013.